# 足なえたち
『足なえたち』（あしなえたち、仏: Les Culs-de-jatte、英: The Cripples）、または『乞食たち』（こじきたち、仏: Les Mendiants、英: The Beggars）は、初期フランドル派の巨匠ピーテル・ブリューゲルが1568年に板上に油彩で制作した絵画である。画面左下に「BRVGEL.M.D. LXVIII」の署名がある。1892年に、パリのルーヴル美術館に寄贈された本作は、ルーヴル美術館で唯一のブリューゲルの作品である。その意味をめぐって様々な解釈がなされており、作品は明らかに風刺的意味を持っているが、今となっては画家の真意はわからない。

## 作品
施療院 (ベヘイン会修道院との説もある）と思われる内庭の一角に5人の乞食の足なえたちが集合している。当時は、麦角菌を持つ麦で作ったパンを食べ、壊疽に似た病気にかかった障碍者たちがいた。彼らは、『謝肉祭と四旬節の喧嘩』 (美術史美術館、ウィーン) や『聖マルティンのワイン祭り』 (プラド美術館、マドリード) にも登場する。
本作で、足なえたちは行き先も決めずに輪になって回っている。あるいは、彼らの被り物は謝肉祭の古い伝統を彷彿とさせるため、謝肉祭に出かけようとしているところなのかもしれない。物乞いたちが用いている松葉杖は、当時の歩行補助器具の詳細を伝える社会的資料となっている。
現代人の目で見ると、ブリューゲルが身体障碍を持つ人物たちの惨状に同情を喚起しようとしたと結論づけてしまうかもしれない。しかし、歴史的観点からすると、それはありえない。ブリューゲルの時代のヨーロッパ人たちは物乞いや障碍者たちに対して配慮を持たなかったばかりか、彼らを悪人とか欺瞞者の象徴と見なしたからである。ネーデルラントの諺にも、「嘘つきは足をひきずる」というものがあった。
この作品は、ブリューゲルもそうした観点を共有していたことを示唆する手がかりを与えている。人物たちは活気あふれる広場ではなく、町を取り囲む壁の外にある人気のない空間にいる。また、彼らは蔑視と可笑しみを喚起するように描かれている。人物に付いているキツネの尾は当時、「虚偽」、「偽りを装う」ことの寓意であり、政治的風刺と実生活において嘲笑の象徴でもあった。彼らの背後にいる女性は、空の容器を持ち、物乞いたちを無視しているようである。
絵画の裏側には、16世紀のものであると思われる2つの銘文がある。1つはフラマン語のものであり、ほとんど断片となっているが、「足なえたちよ、万才、お前さんたちの商売に幸あれ」と書かれ、身体が不自由になったために物乞いに身を落としたこれらの人物たちの物乞いの意図を曖昧に伝えている。
もう1つの銘文はラテン語のもので、何人かの人文主義者たちが、ブリューゲルに対して抱いていた「その芸術は自然を凌駕する」という賞賛を記している。全文は、「我々の芸術に欠けているものは、自然に欠けているものである。我々の画家に与えられた神の恩寵は非常に大きなものであった。ここで絵具で描かれている自然は、これらの足なえたちを見て、ブリューゲルが自然に匹敵することを見て驚愕している」というものである。
本作は、ブリューゲルが自然界に強い関心を示していた最晩年の作品である。小品であるが、画面中央の開けた部分から見える風景は、木の葉の上の露のように繊細な光を浴びて輝いている。

## 解釈
本作は厳しい現実を描いた風俗画というよりも、複雑な意味を持つ寓意画と考えるのが妥当であろう。その寓意を解く鍵は、現代人には与えられていない。とはいえ、本作には様々な解釈がなされてきた。その1つとして、作品を歴史的出来事に結びつけようとする試みがなされてきた。物乞いたちの服に付いているタヌキ、またはキツネの尾 (そのうち4本は細くて、縞があり、明らかに猫の尻尾のように見受けられる) は、1566年に結成されたゴイセン (乞食党) と呼ばれたスペインのフェリペ2世とフランスのグランヴェル枢機卿への反動的組織であることを示しているのかもしれない。しかし、これらの尾は、1559年作の『謝肉祭と四旬節の喧嘩』 にも登場する。したがって、これらの尾だけでは反スペイン的組織であるという政治的な解釈は成立しない。
物乞いたちは普通の物乞いではない。彼らは、様々な社会階層を表す被り物を着けているからである。紙のシャコー帽 (左端) は「兵士」を、ベレー帽 (左から2番目、後ろ向き)は「貴族」を、紙の王冠 (左から3番目、手前) は「王」を、縁なし帽 (右から2番目) は「農民」を、ミトラ (右端) は「司教」を表している。物乞いたちは各々、風刺たっぷりに社会の階級を演じているのかもしれない。あるいは、身体的障碍は社会階層にかかわらず、すべての人に見られる道徳的堕落を象徴しているのかもしれない。